# Adolfo Antonio Suárez Rivera
Adolfo Antonio Suárez Rivera (San Cristóbal de las Casas, Chiapas, 9 de janeiro de 1927 — Monterrey, 22 de março de 2008) foi um cardeal mexicano da Igreja Católica, que serviu também como bispo de Tepic, Tlalnepantla e arcebispo emérito de Monterrey.
Suárez Rivera estudou literatura clássica no seminário conciliar de Chiapas em San Cristóbal, onde foi ordenado sacerdote em 1952, e depois filosofia no seminário arquidiocesano de Xalapa e no Seminário Pontifício de Montezuma em Montezuma, Novo México, nos Estados Unidos. Após esses estudos, ele completou o doutorado em teologia na Pontifícia Universidade Gregoriana de Roma.
Suárez Rivera trabalhou por cerca de dez anos como professor de literatura clássica e filosofia no seminário diocesano de San Cristóbal de las Casas, depois foi chefe de departamento e secretário da Cúria Arquidiocesana. Ele aconselhou o Movimento da Família Cristã e ajudou a fundar a União para Ajuda Episcopal Mútua nas décadas de 1960 e 1970, além de servir como pároco.
Em 1971, Suárez Rivera foi nomeado bispo de Tepic. De 1979 a 1983, atuou como membro adjunto da Congregação para os Bispos e foi delegado à Sexta Assembleia Geral do Sínodo dos Bispos sobre Reconciliação e Penitência de 1983 .
De 8 de novembro de 1983 a 25 de janeiro de 2003, foi arcebispo de Monterrei. Foi nomeado cardeal pelo Papa João Paulo II no consistório de 26 de novembro de 1994, e recebeu o título de cardeal-sacerdote de Nostra Signora di Guadalupe a Monte Mario.
Embora elegível para votar no conclave papal de 2005 que elegeu o Papa Bento XVI, Suárez Rivera foi um dos dois únicos cardeais eleitores que não puderam comparecer devido a razões médicas (o outro é Jaime Sin das Filipinas).
O cardeal morreu no sábado, 22 de março de 2008, em Monterrei, Nuevo León, México.